# سیارک ۱۳۳۱۹
سیارک ۱۳۳۱۹ (به انگلیسی: 13319 Michaelmi، نامگذاری:1998RD79) سیزده هزار و سیصد و نوزدهمین سیارک کشف شده‌است که در ۱۴ سپتامبر ۱۹۹۸ کشف شد.
قدر مطلق سیارک برابر ۱۷.۰ است.